# (6351) Neumann
(6351) Neumann és un asteroide pertanyent al cinturó d'asteroides, descobert el 26 de març de 1971 per Cornelis Johannes van Houten i Tom Gehrels des de l'Observatori de Palomar, als Estats Units. Neumann es va designar inicialment com 4277 T-1. Més endavant va ser nomenat en honor de l'arquitecte barroc alemany Johann Balthasar Neumann (1687-1753).
Neumann orbita a una distància mitjana del Sol de 3,2505 ua, podent acostar-se fins a 3,2270 ua i allunyar-se fins a 3,2740 ua. Té una excentricitat de 0,0072 i una inclinació orbital de 8,1352° graus. Emplea a completar una òrbita al voltant del Sol 2140 dies. La seva magnitud absoluta és 12,3. Té 17,402 km de diàmetre. Té una albedo estimada de 0,084.